# Караван (Баткенская область)
Караван (кирг. Караван) — село в Баткенской области Кыргызстана. Административно подчинено администрации города  Кызыл-Кия.

## География
Село расположено в восточной части области, на расстоянии приблизительно 3 километров (по прямой) к северо-востоку от города областного подчинения Кызыл-Кия. Абсолютная высота — 1013 метров над уровнем моря.

## Население
Согласно оценочным данным Национального статистического комитета Кыргызской Республики, численность населения села на начало 2023 года составляла 8988 человек.
| год     | 2009 | 2014 | 2015 | 2020 | 2021 | 2023 |
| ------- | ---- | ---- | ---- | ---- | ---- | ---- |
| человек | 6861 | 7346 | 7014 | 8574 | 8657 | 8988 |